# Kanedama

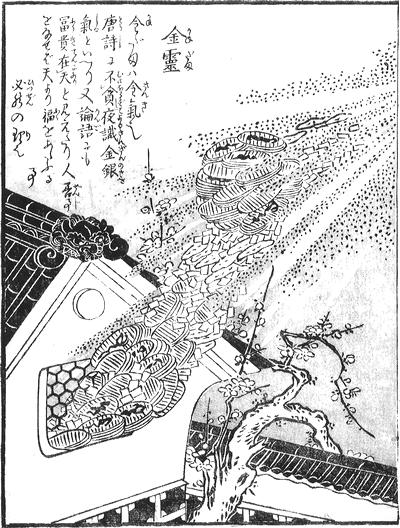
Kanedama, wie er in Sekiens Konjaku Gazu Zoku Hyakki erscheint

Kanedama (japanisch 金霊; „Goldseele“), auch Zenigami (銭神; „Gott des Geldes“) genannt, ist der Name eines fiktiven Wesens der japanischen Folklore. Es gehört zur Gruppe der Yūrei (幽霊; „Gespenster“) und Kami (神; „Gott“, „Ahnengeist“) und gilt als dem Menschen wohlgesinnt.

## Beschreibung
Der Kanedama wird als Gnadengeist beschrieben, der gute und fromme Menschen, die zu Unrecht in Geldnot geraten sind, mit Gold und Silber beschenken soll. Auch selbstlose Menschen, die anderen in Not beistünden, würden früher oder später belohnt werden. Der Betroffene werde überraschend von einem Kanedama beseelt und könne nun verborgene Schätze und Edelsteine sehen. Allerdings sei der Kanedama sehr achtsam, ob der Beschenkte mit seinem plötzlichen Wohlstand weise und demütig umginge, oder ob er der Gier und Völlerei verfalle. Sollte der Reichtum die Person verderben, nehme der Kanedama alles Gold und Silber wieder fort.

## Hintergrund
Der Kanedama erscheint unter anderem in dem Emakimono Konjaku Gazu Zoku Hyakki (今昔画図続百鬼; „Bilderbuch der 100 Dämonen von einst und jetzt“) des Kyōka-Poeten und Ukiyo-e-Künstlers Toriyama Sekien aus dem Jahr 1779. Sekien merkt an, dass glückbringende und Geld spendende Geister bereits im frühen China der Tang-Dynastie im 9. Jahrhundert bekannt gewesen seien. Der Kanedama erscheint auch in dem Werk Kaidan yume momonji (怪談摸摸夢字彙; „Wörterbuch der Traum- und Geistergeschichten“) von Kitao Shigemasa aus dem Jahr 1803. Aus der Präfektur Chiba wird noch heute überliefert, der Kanedama erscheine als tosende Wolke aus Münzen und aus der Präfektur Tokyo wird berichtet, der Kanedama sei als leuchtende Ōban-Münze zu sehen. In beiden Fällen wird behauptet, es bringe großes Unglück, göttliche Münzen wegzugeben oder gar zu verkaufen. Und aus der Präfektur Shizuoka schließlich wird überliefert, der Kanedama erscheine als goldene Kugel und wer sie beschädige oder einschmelze, der verliere Haus und Habe.